# Thiago Silva (zawodnik MMA)
Thiago Anderson Ramos da Silva (ur. 12 listopada 1982 w São Paulo) – brazylijski zawodnik mieszanych sztuk walki (MMA) wagi półciężkiej i ciężkiej. W latach 2007–2014 związany z organizacją Ultimate Fighting Championship, w której występował w wadze półciężkiej (93 kg). Były mistrz ACB w wadze półciężkiej z 2017.

## Kariera MMA
Będąc niepokonanym w 9 walkach, w maju 2007 roku zadebiutował w Ultimate Fighting Championship, największej organizacji MMA na świecie. Wygrał w niej cztery walki przed czasem z rzędu (m.in. z Tomaszem Drwalem), po czym w styczniu 2009 roku (gala UFC 94, początkowo walka miała się odbyć na UFC 89) zmierzył się z rodakiem, Lyoto Machidą. Zwycięzca pojedynku miał się stać jednym z kandydatów do mistrzostwa UFC w wadze półciężkiej. Silva został znokautowany w 1. rundzie, doznając pierwszej porażki w karierze.
Siedem miesięcy po walce z Machidą znokautował Keitha Jardine'a, a następnie 2 stycznia 2010 roku (UFC 108) zmierzył się w walce wieczoru z byłym mistrzem, Rashadem Evansem. Evans wygrał przez jednogłośną decyzję sędziów, wykorzystując lepsze umiejętności zapaśnicze, aczkolwiek Silva w ostatniej, trzeciej rundzie zdołał doprowadzić do nokdaunu Amerykanina ciosem sierpowym.
1 stycznia 2011 roku podczas UFC 125 pokonał przez jednogłośną decyzję sędziów po jednostronnej walce Brandona Verę. W maju miał się zmierzyć z kolejnym byłym mistrzem UFC, Quintonem Jacksonem. Pod koniec marca ogłoszono jednak, że próbki moczu Silvy pobrane do kontroli antydopingowej przed walką z Verą nie zawierały ludzkiej uryny. Zawodnik przyznał się do oszustwa, tłumacząc swe postępowanie chęcią zatajenia faktu, że przed UFC 125 przyjmował niedozwolone substancje w celu szybszego wyleczenia kontuzji mięśni pleców. Decyzją Komisji Sportowej Stanu Nevada został zawieszony do 2 stycznia 2012 roku oraz ukarany grzywną, a wynik walki z Verą zamieniono na no contest.
Swoją pierwszą walkę po zawieszeniu stoczył 14 kwietnia 2012 roku na gali UFC on Fuel TV 2 przeciwko Szwedowi Alexandrowi Gustafssonowi, któremu ostatecznie uległ na punkty po 3-rundowym pojedynku. Jeszcze w tym samym roku 10 listopada w Makau zmierzył się z Bułgarem Stanisławem Niedkowem. Pod koniec 2. rundy Silva został znokdaunowany przez Niedkowa, ale będący na skraju wyczerpania Bułgar już na początku 3. rundy zaczął przyjmować coraz więcej ciosów po czym został obalony i poddany duszeniem trójkątnym rękoma przez Silvę. Po walce z Bułgarem okazało się, że Brazylijczyk kolejny raz był na dopingu - w jego organizmie wykryto zakazaną substancje THC (marihuana). Ponownie otrzymał karę zawieszenia oraz wynik pojedynku został unieważniony.
W 2013 zwyciężał dwukrotnie, najpierw nokautując byłego mistrza organizacji Strikeforce – Rafaela Cavalcante (8 czerwca), następnie wygrywając na punkty z Mattem Hamillem (9 października). W październiku 2014 został zwolniony z organizacji w związku z napaścią jaką dopuścił się w lutym 2014.
W styczniu 2015 podpisał kontrakt z World Series of Fighting na udział w turnieju wagi półciężkiej. Początkowo miał się zmierzyć 28 marca 2015 z Ronnym Markesem, lecz wypadł on z pojedynku. Nowym rywalem został były rywal z UFC, Matt Hamill, jednak i on musiał wycofać się z pojedynku. Ostatecznie Silva zmierzył się ściągniętym na ostatnią chwilę Teddym Holderem, z którym nieoczekiwanie przegrał przez TKO w 1. rundzie.
4 listopada 2016 znokautował Rameau Thierry'ego Sokoudjou na gali Fight2Night w Rio de Janeiro.

## Osiągnięcia
- 2006: Fury FC 2 Grand Prix - 1. miejsce
- 2015: półfinalista turnieju PFL
- 2017: mistrz ACB w wadze półciężkiej[8]

## Lista zawodowych walk w MMA
| Wynik     | Bilans   | Przeciwnik               | Rozstrzgnięcie                                 | Runda | Czas | Rozgrywki                            | Data       | Miejsce        | Uwagi |
| --------- | -------- | ------------------------ | ---------------------------------------------- | ----- | ---- | ------------------------------------ | ---------- | -------------- | --- |
| Nieodbyta | 21-9 (3) | Hector Lombard           | No contest (nielegalne kolano)                 | 1     | 1:44 | Eagle FC 47                          | 20.05.2022 | Miami          | |
| Przegrana | 21-9 (2) | Martin Zawada            | Decyzja (jednogłośna)                          | 3     | 5:00 | KSW 49: Soldić vs. Kaszubowski       | 18.05.2019 | Gdańsk/Sopot   | |
| Przegrana | 21-8 (2) | Iwan Sztyrkow            | Poddanie (dźwignia na staw łokciowy)           | 1     | 2:20 | Russian Cagefighting Championship 5  | 15.12.2018 | Jekaterynburg  | Co-Main Event |
| Wygrana   | 21-7 (2) | James McSweeney          | Decyzja (jednogłośna)                          | 3     | 5:00 | KSW 45: The Return to Wembley        | 06.10.2018 | Londyn         | Walka w wadze ciężkiej |
| Przegrana | 20-7 (2) | Michaił Kolobegiow       | Decyzja (niejednogłośna)                       | 3     | 5:00 | ACB 82: Silva vs. Kolobegov          | 09.03.2018 | São Paulo      | Main Event, walka w wadze średniej |
| Wygrana   | 20-6 (2) | Daniel Toledo            | TKO (ciosy pięściami)                          | 2     | 4:29 | ACB 74: Agujev vs. Townsend          | 18.11.2017 | Wiedeń         | |
| Przegrana | 19-6 (2) | Batraz Agnajew           | TKO (ciosy pięściami)                          | 2     | 3:34 | ACB 65: Silva vs. Agnaev             | 22.07.2017 | Sheffield      | Stracił mistrzowski pas ACB w wadze półciężkiej, Main Event |
| Wygrana   | 19-5 (2) | Jared Torgerson          | Decyzja (jednogłośna)                          | 5     | 5:00 | ACB 51: Silva vs. Torgerson          | 13.01.2017 | Irvine         | Zdobył mistrzowski pas ACB w wadze półciężkiej, Main Event |
| Wygrana   | 18-5 (2) | Rameau Thierry Sokoudjou | TKO (ciosy pięściami)                          | 3     | 2:38 | Fight 2 Night                        | 04.11.2016 | Rio de Janeiro | |
| Wygrana   | 17-5 (2) | Stav Economou            | Decyzja (jednogłośna)                          | 3     | 5:00 | WFCA 17: Grant Pix Akhmat            | 09.04.2016 | Grozny         | Main Event, walka w wadze ciężkiej |
| Przegrana | 16-5 (2) | Marcus Sursa             | TKO (ciosy pięściami)                          | 2     | 2:00 | Gladiator MMA - Challenge            | 21.11.2015 | Missouri       | Main Event |
| Przegrana | 16-4 (2) | Teddy Holder             | TKO (ciosy pięściami)                          | 1     | 2:00 | WSOF 19: Gaethje vs. Palomino        | 28.03.2015 | Phoenix        | Półfinał turnieju PFL w wadze półciężkiej, Co-Main Event |
| Wygrana   | 16-3 (2) | Matt Hamill              | Decyzja (jednogłośna)                          | 3     | 5:00 | UFC Fight Night 29: Maia vs. Shields | 09.10.2013 | São Paulo      | Walka w umownym limicie -93 kg. Silva przekroczył limit o ponad kg |
| Wygrana   | 15-3 (2) | Rafael Cavalcante        | KO (cios)                                      | 1     | 4:29 | UFC on Fuel TV 10                    | 08.06.2013 | Fortaleza      | Bonus za nokaut wieczoru, bonus za walkę wieczoru |
| Nieodbyta | 14-3 (2) | Stanisław Nedkow         | No contest (zmiana wyniku walki)               | 3     | 1:45 | UFC on Fuel TV: Franklin vs. Le      | 10.11.2012 | Makau          | Co-Main Event, walka została uznana za NC, ponieważ Silva był kolejny raz na dopingu w jej trakcie był pod wpływem THC (marihuana).                                                                                                |
| Przegrana | 14-3 (1) | Alexander Gustafsson     | Decyzja (jednogłośna)                          | 3     | 5:00 | UFC on Fuel TV: Gustafsson vs. Silva | 14.04.2012 | Sztokholm      | Main Event |
| Nieodbyta | 14-2 (1) | Brandon Vera             | No contest (zmiana wyniku walki)               | 3     | 5:00 | UFC 125: Resolution                  | 01.01.2011 | Las Vegas      | Początkowo zwycięstwo Silvy przez jednogłośną decyzję sędziów. W związku z pozytywnym wynikiem antydopingowym, przyjmował niedozwolone substancje w celu szybszego wyleczenia kontuzji mięśni pleców, wynik walki zmieniono na NC. |
| Przegrana | 14-2     | Rashad Evans             | Decyzja (jednogłośna)                          | 3     | 5:00 | UFC 108: Evans vs. Silva             | 02.01.2010 | Las Vegas      | Main Event |
| Wygrana   | 14-1     | Keith Jardine            | KO (ciosy pięściami)                           | 1     | 1:35 | UFC 102: Couture vs. Nogueira        | 29.08.2009 | Portland       | Co-Main Event |
| Przegrana | 13-1     | Lyoto Machida            | KO (ciosy pięściami)                           | 1     | 4:59 | UFC 94: St. Pierre vs. Penn 2        | 31.01.2009 | Las Vegas      | Co-Main Event |
| Wygrana   | 13-0     | Antonio Mendes           | Poddanie (po ciosach pięściami rywal odklepał) | 1     | 2:24 | UFC 84: Ill Will                     | 24.05.2008 | Las Vegas      | |
| Wygrana   | 12-0     | Houston Alexander        | TKO (ciosy pięściami)                          | 1     | 3:25 | UFC 78: Vilidation                   | 17.11.2007 | Newark         | |
| Wygrana   | 11-0     | Tomasz Drwal             | TKO (ciosy pięściami)                          | 2     | 4:23 | UFC 75: Champion vs. Champion        | 08.09.2007 | Londyn         | |
| Wygrana   | 10-0     | James Irvin              | TKO (kontuzja kolana)                          | 1     | 1:06 | UFC 71: Liddell vs. Jackson          | 26.05.2007 | Las Vegas      | |
| Wygrana   | 9-0      | Tatsuya Mizuno           | KO (kopnięcie na głowę)                        | 1     | 4:29 | Pancrase - Rising 2                  | 28.02.2007 | Tokio          | |
| Wygrana   | 8-0      | Vitor Vianna             | TKO (kontuzja ramienia)                        | 1     | 1:50 | Fury FC 2: Final Combat              | 30.11.2006 | São Paulo      | Zwyciężył Grand Prix Fury FC 2 |
| Wygrana   | 7-0      | Claudio Cunha Godoy      | KO (ciosy pięściami)                           | 1     | 2:06 | Fury FC 2: Final Combat              | 30.11.2006 | São Paulo      | |
| Wygrana   | 6-0      | Dino Pezao               | TKO (ciosy pięściami)                          | 1     | 4:34 | Showfight 5                          | 09.11.2006 | São Paulo      | |
| Wygrana   | 5-0      | Dave Dalgliesh           | Poddanie (dźwignia skrętowa na staw skokowy)   | 1     | 1:05 | Fury FC 1: Warlords Unleashed        | 27.09.2006 | São Paulo      | |
| Wygrana   | 4-0      | Claudio Cunha Godoy      | Decyzja (jednogłośna)                          | 3     | 5:00 | Showfight 4                          | 06.04.2006 | São Paulo      | |
| Wygrana   | 3-0      | Rodrigo Gipp de Sousa    | TKO (zatrzymanie przez lekarza)                | 2     | 1:14 | Shooto - Brazil 9                    | 03.12.2005 | ?              | Main Event |
| Wygrana   | 2-0      | Flavio Polones           | KO (cios pięścią)                              | 1     | ?    | Arena Combat Cup 2                   | 05.11.2005 | ?              | Co-Main Event |
| Wygrana   | 1-0      | Rubens Xavier            | TKO (wysokie kopnięcie i ciosy pięściami)      | 2     | 4:17 | Predator FC 1                        | 10.09.2005 | São Paulo      | Debiut w MMA, Co-Main Event |